# Resultados do Carnaval de Belo Horizonte em 2014
Resultados do Carnaval de Belo Horizonte em 2014.

## Escolas de samba
| Colocação | Escola                   | Pontos           | Ref.  |
| --------- | ------------------------ | ---------------- | ----- |
| 1º        | Acadêmicos de Venda Nova | 195,2            | [ 1 ] |
| 2º        | Canto da Alvorada        | 195,1            | [ 1 ] |
| 3º        | Estrela do Vale          | 184,4            | [ 1 ] |
| *         | Força Real               | Desclassificadas | [ 1 ] |
| *         | Cidade Jardim            | Desclassificadas | [ 1 ] |

## Blocos Caricatos
| Colocação | Bloco                      | Pontos | Ref.  |
| --------- | -------------------------- | ------ | ----- |
| 1º        | Acadêmicos da Vila Estrela | 49     | [ 1 ] |
| 2º        | Mulatos do Samba           | 48,4   | [ 1 ] |
| 3º        | Estivadores do Havaí       | 46     | [ 1 ] |